# جريفيليرس
جريفيليرس (بالفرنسية: Grévillers)‏ هي بلدية تقع في إقليم باد كاليه من منطقة نور با دو كاليه في شمال فرنسا. تبلغ مساحة هذه المدينة 6.35 (كم²)، وترتفع عن سطح البحر 119 م، يبلغ عدد سكانها 331 نسمة حسب إحصاء المعهد الوطني للإحصاء والدراسات الاقتصادية سنة 2009 م. وترأس Paul Lequette البلدية خلال فترة (2008-2014).